# 寝屋古墳
寝屋古墳（ねやこふん）は、大阪府寝屋川市寝屋にある古墳。形状は円墳。大阪府指定史跡に指定されている。

## 概要
大阪府北東部、打上川北岸の丘陵南斜面に築造された古墳である。これまでに墳丘は大きく削平を受けているほか、1978年（昭和53年）・1991・1992年（平成3・4年）に調査が実施されている。
墳形は円形で、直径約22メートル・高さ約5メートルを測る。墳丘表面で葺石・埴輪は検出されていない。また墳丘周囲では北側で幅3メートルの周濠が認められる。埋葬施設は横穴式石室で、南方に開口する。石室全長約10メートルを測る大型石室で、北河内地域では最大規模になるが、現在までに多量の土砂が堆積して石材の多くも失われている。出土品としては調査の際に検出された須恵器片（坏1）のみがある。
この寝屋古墳は、古墳時代後期の6世紀末葉-7世紀初頭（または6世紀後半）頃の築造と推定される。北河内地域では最大規模の横穴式石室を有するとともに、付近に古墳を伴わない単独墳として有力首長の存在を示す点で重要視される古墳になる。
古墳域は1993年（平成5年）に大阪府指定史跡に指定されている。

## 遺跡歴
- 1978年（昭和53年）、石室実測調査（寝屋川市教育委員会）[4]。
- 1991年（平成3年）、市史編纂事業に伴う墳丘測量調査[4][2]。
- 1992年（平成4年）、公園自由広場整備に伴う範囲確認調査（大阪府教育委員会）[4][2]。
- 1993年（平成5年）11月24日、大阪府指定史跡に指定[5]。

## 埋葬施設

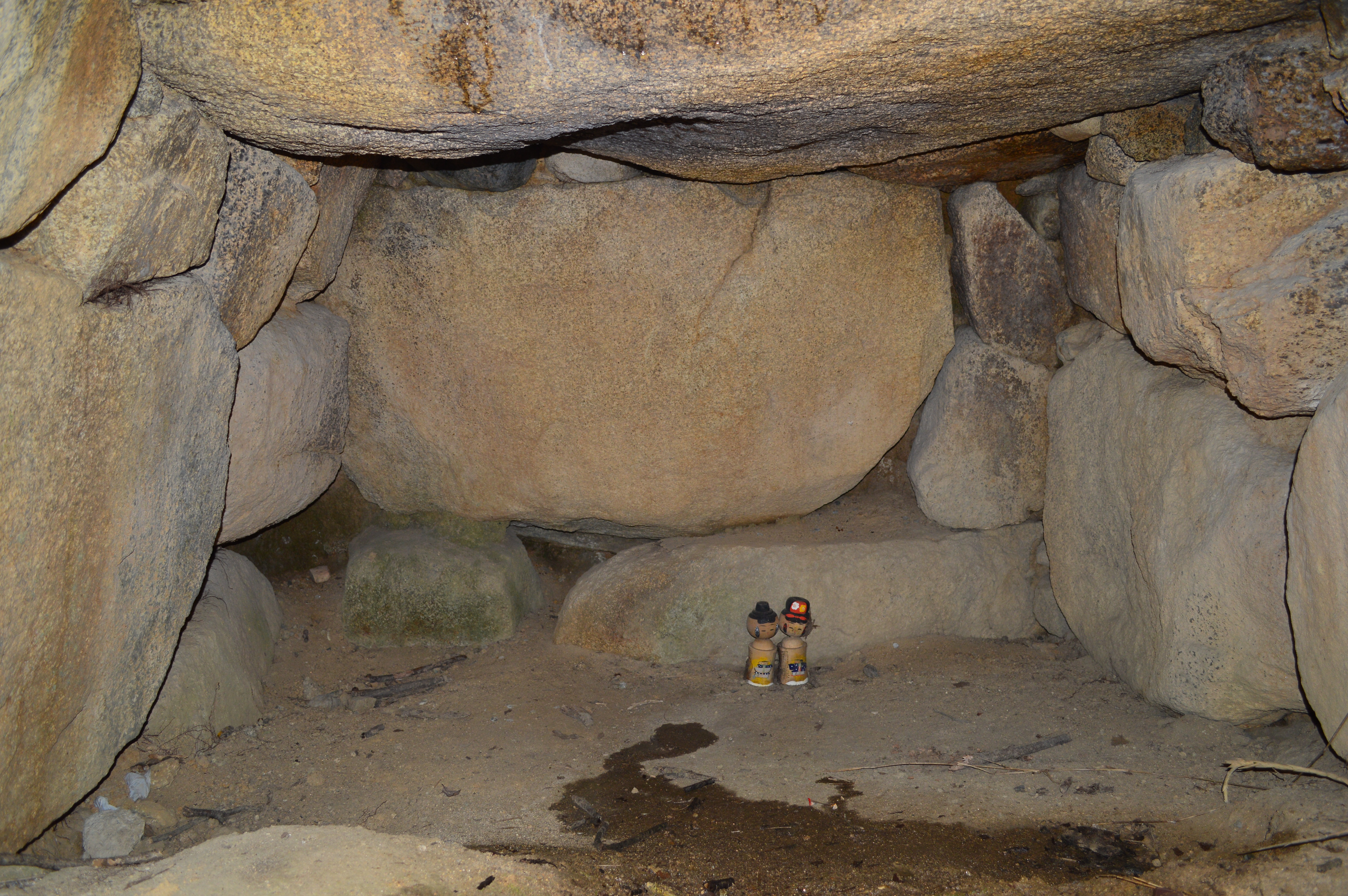
石室 玄室

埋葬施設としては横穴式石室が構築されており、南方向に開口する。石室の規模は次の通り。
- 石室全長：約10メートル
- 玄室：長さ5.5メートル、奥壁幅2.5メートル、高さ1.6メートル以上（約1メートルは土砂堆積か）
- 羨道：幅1.2メートル

石室の石材のうち、玄室部の一部、羨道部の天井石・側壁は現在までに失われている。

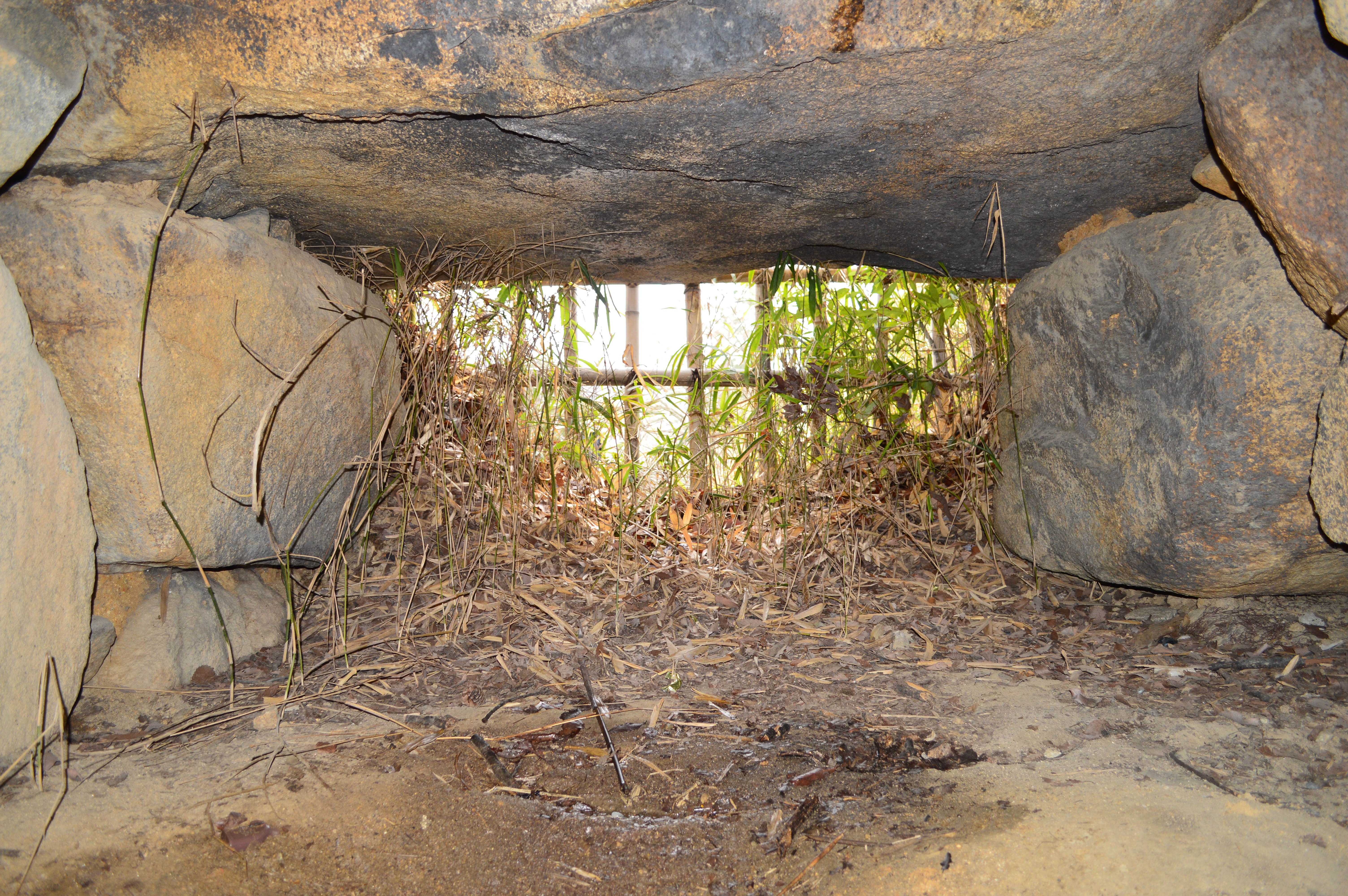
玄室（開口部方向）
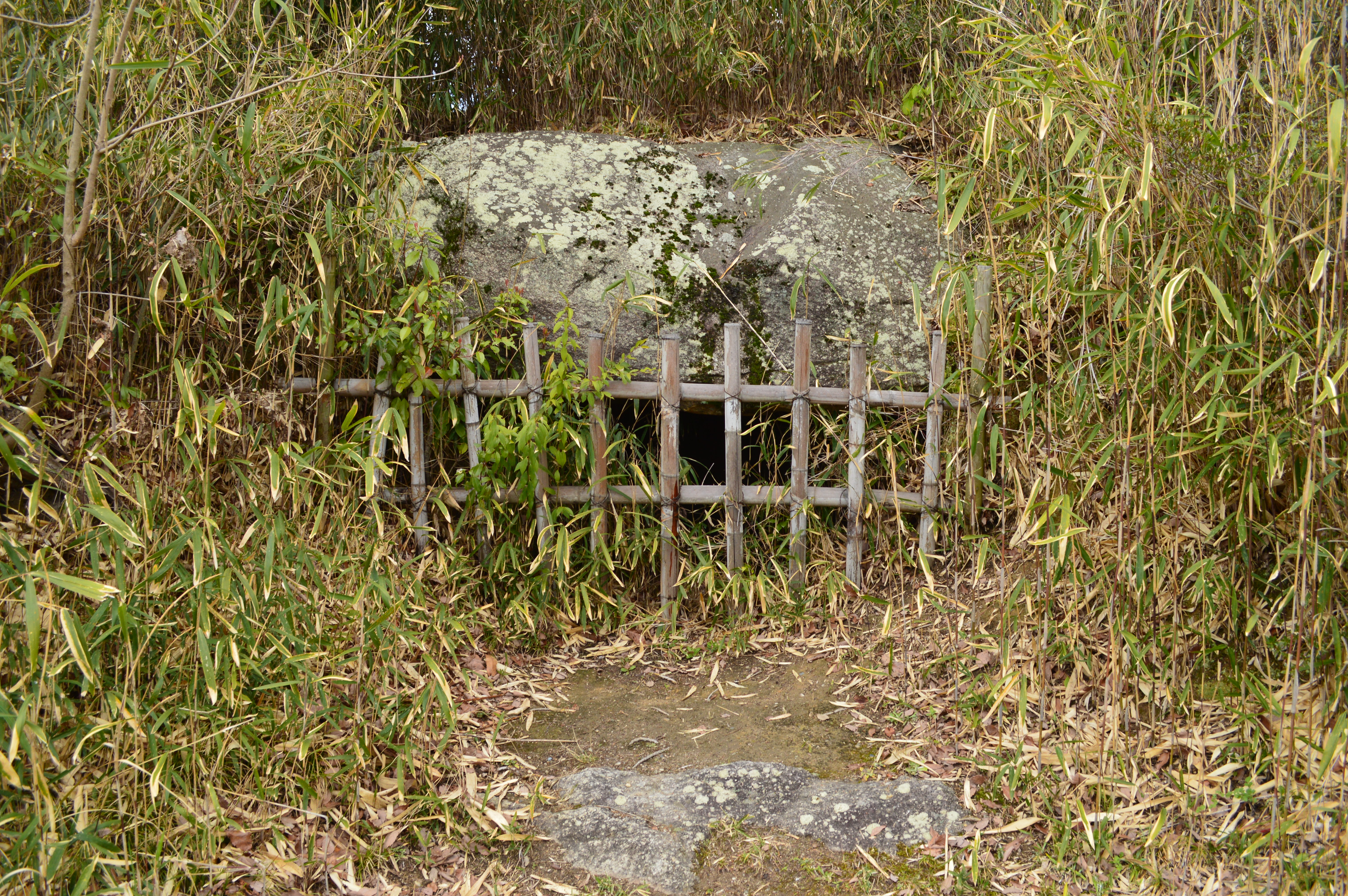
開口部
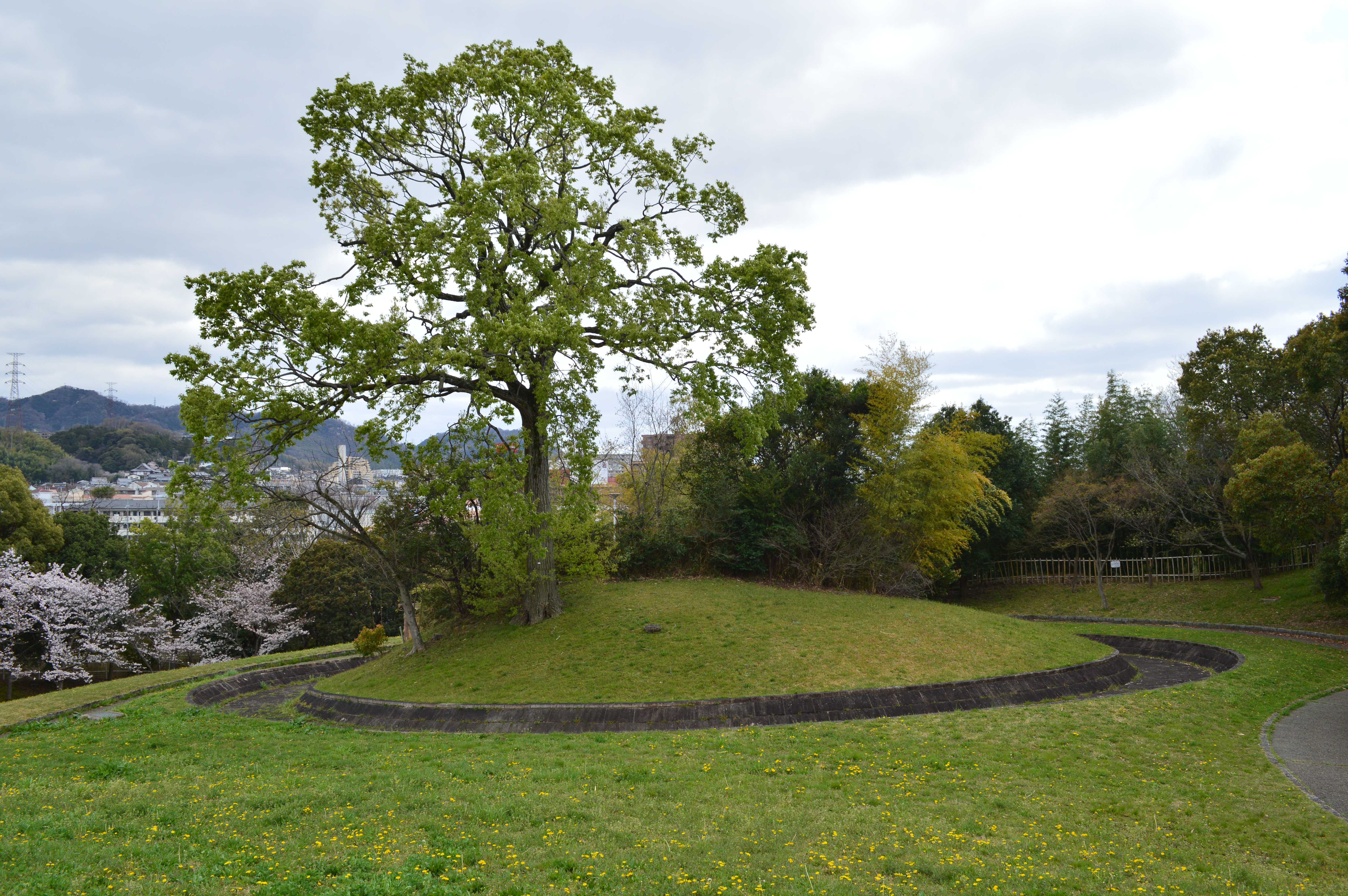
墳丘全景

## 文化財

### 大阪府指定文化財
- 史跡
  - 寝屋古墳 - 1993年（平成5年）11月24日指定[5]。